# 얼굴 (1988년 영화)
《얼굴》은 1988년에 제작된 소련의 애니메이션 영화이다. 관료제가 사람에게 끼치는 악영향을 비판한 내용의 애니메이션 영화로 성인을 대상으로 만들어졌다.

## 줄거리
매번 직원은 원하는 사무실에 들어가기 전에 가면을 쓴다. 많은 사무실을 방문했던  그 직원은 가면을 벗으려고 하지만 자신의 얼굴은 이제 없다는 것이 밝혀진다.

## 제작진
| 감독       | 갈리나 사디코바                               |
| 각본       | 갈리나 사디코바                               |
| 디자인     | G. 미르자셰프                                 |
| 애니메이터 | T. 드자릴카포프 A. 하세노프 G. 베키셰프 E. 킴 |
| 촬영       | Z. 바다예프                                   |
| 작곡       | V. 키셀레프스키                               |
| 음향       | 니나 페레바스키나                             |

## 참고 문헌
- Гран-при на Всесоюзном смотре — семинаре республик Средней Азии и Казахстана г. Ташкент 1989 г.